# Slano
Slano è un insediamento del comune croato del Litorale Raguseo. Costituisce il capoluogo comunale.